# Sd.Kfz. 2
De Sd.Kfz. 2, ook bekend als de Kleines Kettenkraftrad HK 101 of kortweg Kettenkraftrad of Kettenkrad, was een Duits militair halfrupsvoertuig uit de Tweede Wereldoorlog. Het was een voertuig op rupsbanden met de voorkant van een motorfiets. Het voertuig werd gebruikt voor transport-doeleinden en als kabellegger.

## Beschrijving
De fabrikant NSU produceerde alleen motoren voor motorfietsen. Deze telden slechts een cilinder en hadden een maximale cilinderinhoud van 600 cc. Dit was te weinig en NSU kocht bestaande motoren in. De Sd.Kfz. 2 werd aangedreven door een 1478 cc Opel Olympia-automotor. De watergekoelde benzinemotor telde vier cilinders en leverde een vermogen van 36 pk. De motor was direct achter de bestuurderszitplaats geplaatst. De versnellingsbak telde drie versnellingen voor- en een achteruit. Door toepassing van een extra reductiebak konden deze versnellingen in zowel een hoge- als lage gearing gebruikt worden (2x3F1R). Naast de bestuurders zitplaats zaten twee benzinetanks met een totale capaciteit van 42 liter. Op de weg was het verbruik ongeveer 16 liter op 100 kilometer en in het terrein liep dit op tot 22 liter/100km. Het voertuig werd ook geleverd met een speciale aanhanger, de Sd.Anh.1. Ze konden een aanhanger tot 0,5 ton meenemen.
De Springer, een op afstand bestuurbaar rupsbandvoertuig, was gebaseerd op de Kettenkraftrad.

## Geschiedenis
De Kettenkraftrad werd in 1940 ontwikkeld door NSU Werke AG en werd van 1940 tot 1945 gebouwd voor de Wehrmacht. De machine werd ook geproduceerd door Stoewer in Stettin. Simca in Frankrijk produceerde onderdelen; van een voorgenomen productie van complete machines is het hier niet meer gekomen.
Het voertuig werd het eerst gebruikt aan het Oostfront maar werd later ook op alle andere fronten ingezet. De hoofdtaak was het vervoeren van licht antitankgeschut zoals de Püppchen. De Sd.Kfz. 2 Kleines Kettenkraftrad zelf werd na de inval van Rusland niet meer aan het Oostfront gebruikt; alleen de Sd.kfz. 2/1 en 2/2 werden er nog ingezet voor het leggen van veldtelefoonkabels. In Noord-Afrika werd Sd.Kfz. 2 in grote aantallen ingezet voor het vervoeren van licht geschut ter verdediging van de Marethlinie.
In 1945 waren er 8.345 van geproduceerd. De productie werd tot 1948 bij NSU voortgezet voor burgerlijk gebruik. Na de oorlog vond het Kettenkrad onder meer toepassing in de land- en bosbouw en bij de brandweer. Het Franse bedrijf Babiole produceerde na de oorlog uit onderdelen van Kettenkrads een kleine landbouwtractor die met name in de wijnbouw werd gebruikt.

## Fotogalerij

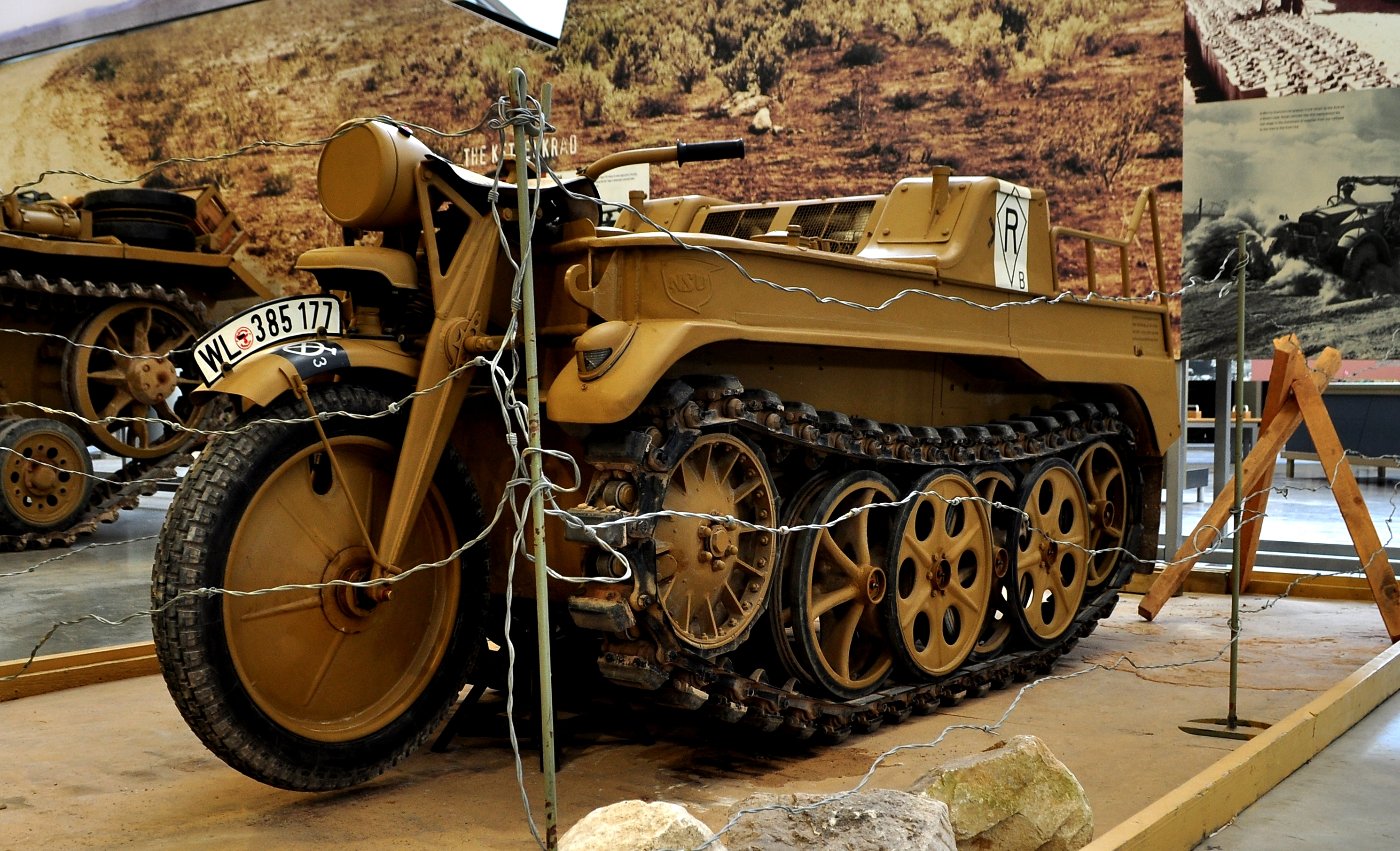
Kettenkrad in Bovington tankmuseum
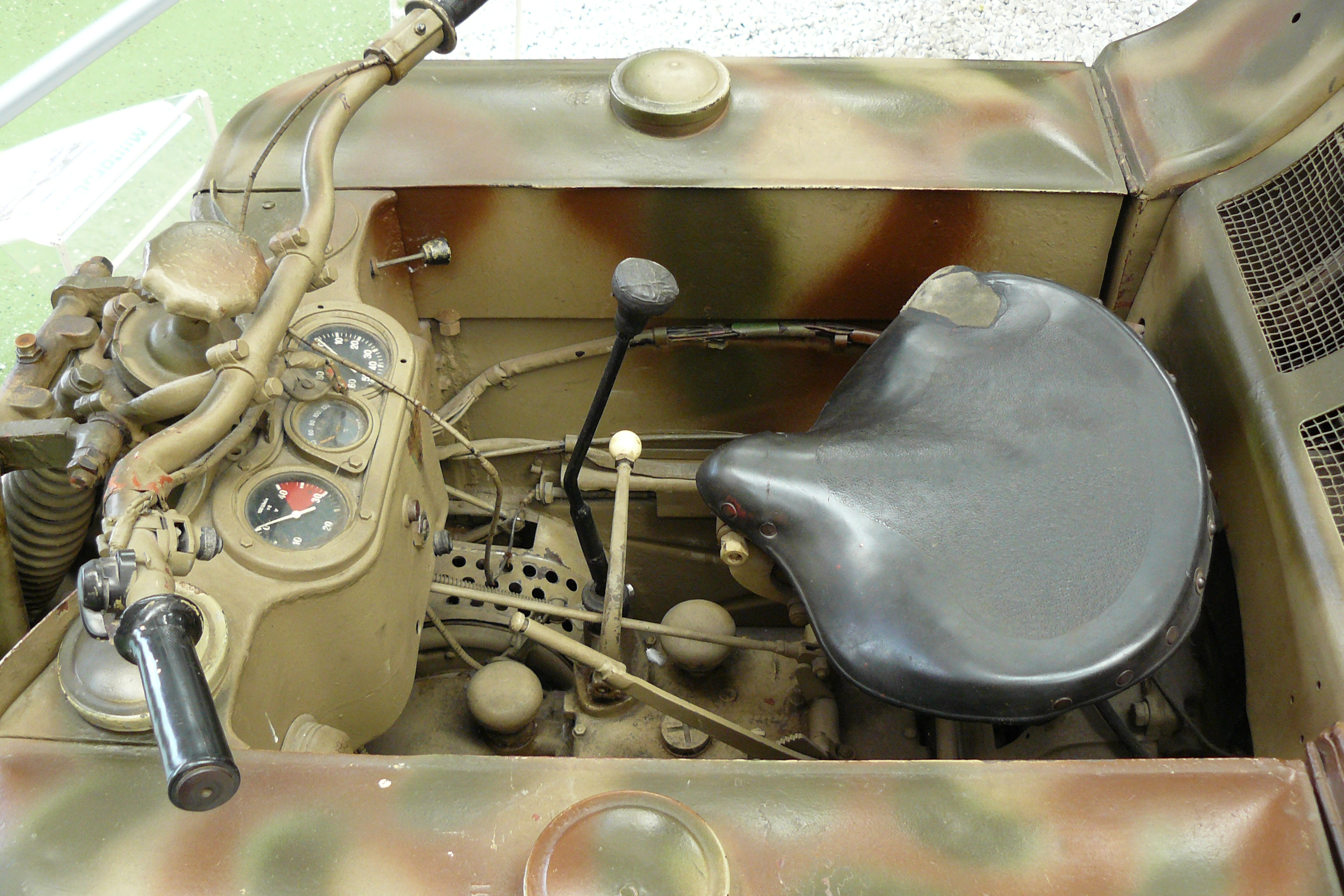
Zitplaats NSU Kettenkrad in Technikmuseum Speyer
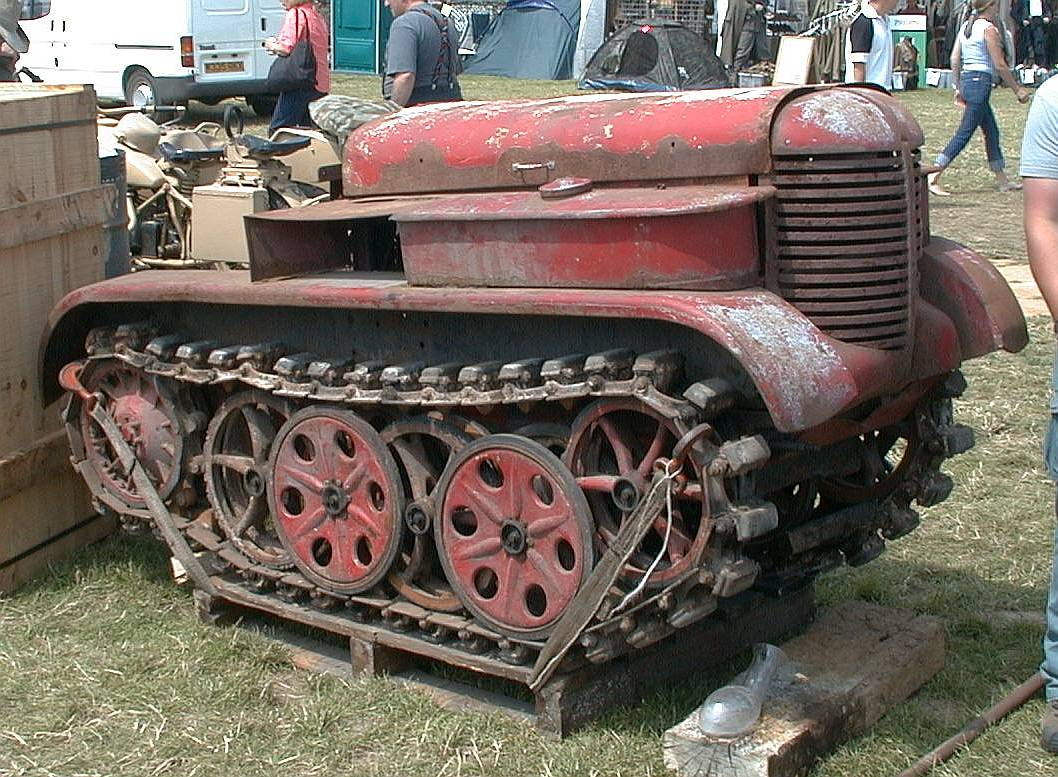
Babiole trekker op basis van kettenkrad